# Livo (Lombardia)
Livo é uma comuna italiana da região da Lombardia, província de Como, com cerca de 207 habitantes. Estende-se por uma área de 32,5 km², tendo uma densidade populacional de 6,4 hab/km². Faz fronteira com Domaso, Dosso del Liro, Gordona (SO), Peglio, Samolaco (SO), Vercana.

## Demografia
| Variação demográfica do município entre 1861 e 2011                               |
|                                                                                   |
| Fonte: Istituto Nazionale di Statistica (ISTAT) - Elaboração gráfica da Wikipedia |